# Endrosa teriolensis
Endrosa teriolensis là một loài bướm đêm thuộc phân họ Arctiinae, họ Erebidae.